# 野本大智
野本 大智（のもと だいち、1998年6月25日 - ）は、日本の男子プロバスケットボール選手である。ポジションはポイントガード。B.LEAGUEの滋賀レイクス所属。

## 来歴
群馬県高崎市出身。
高崎高校から筑波大に進み、2021年に滋賀レイクスターズと特別指定選手と契約。
卒業後、滋賀レイクスターズとプロ契約。